# (2202) Pele
(2202) Pele (of 1972 RA) is een planetoïde die behoort tot de Marskruisende klasse. Dit betekent dat deze de omloopbaan van de planeet Mars doorkruist. Ze werd op 7 september 1972 ontdekt door Arnold Richard Klemola in het Lick Observatory in Californië. 
Doordat Pele de baan van de Aarde niet doorkruist maar hier wel in de buurt komt, is het een aardscheerder.
Deze planetoïde is vernoemd naar de Hawaïaanse godin Pele.